# José Mazuelos Pérez
José Mazuelos Pérez  (Osuna, Sevilla, 9 de octubre de 1960). Obispo español de la Iglesia católica, tercer obispo de la diócesis de Asidonia-Jerez y obispo de la diócesis de Canarias, sucesivamente.

## Biografía

### Formación
Tras concluir los estudios de medicina (1983) ejerció como médico en Osuna y en el Hospital Militar de San Carlos de San Fernando (Cádiz).
En 1985 comenzó sus estudios eclesiásticos en el Seminario de Sevilla. 

### Sacerdocio
Fue ordenado sacerdote el 17 de marzo de 1990.
En Roma, realizó la licenciatura (1995) y el doctorado (1998) en Teología moral, en la Pontificia Universidad Lateranense.

### Episcopado

#### Obispo de Asidonia-Jerez
El 19 de marzo de 2009 fue nombrado obispo de Asidonia-Jerez de la Frontera por el papa Benedicto XVI y fue consagrado obispo el 6 de junio de 2009 en la catedral de Jerez de la Frontera por el cardenal Carlos Amigo Vallejo.

#### Obispo de Canarias
El 6 de julio de 2020 se hizo público su nombramiento como obispo de Canarias (la cual engloba la provincia de Las Palmas), sede de la que tomó posesión el 2 de octubre siguiente.